# Repubblica Socialista Sovietica Azera
La Repubblica Socialista Sovietica Azera o RSS Azera (in lingua azera: Azərbaycan Sovet Sosialist Respublikası, in alfabeto cirillico: Азәрбајҹан Совет Сосиалист Республикасы; in russo Азербайджанская Советская Социалистическая Республика?, Azerbajdžanskaja Sovetskaja Socialističeskaja Respublika, spesso abbreviato in АзССР) era il nome dato all'Azerbaigian quando faceva parte dell'Unione Sovietica.
Fondata come Repubblica socialista sovietica il 28 aprile 1920, dal 12 marzo 1922 al 5 dicembre 1936 fece parte della RSSF Transcaucasica, insieme alla RSS Armena e alla RSS Georgiana. La costituzione dell'Azerbaigian fu approvata dal Nono Congresso Straordinario Azero dei Soviet il 14 marzo 1937. Il 19 novembre 1990 la repubblica mutò il nome in Repubblica di Azerbaigian, restando nell'URSS ancora per un anno prima dell'indipendenza totale.
Il partito dominante della Repubblica era il Partito Comunista dell'Azerbaigian.